# Eugène Trigoulet
Eugène Flavien Trigoulet est un artiste peintre, dessinateur et graveur français, né le 3 juillet 1864 à Paris 4e, et mort le 9 juin 1910 à Berck, âgé de 45 ans.

## Biographie

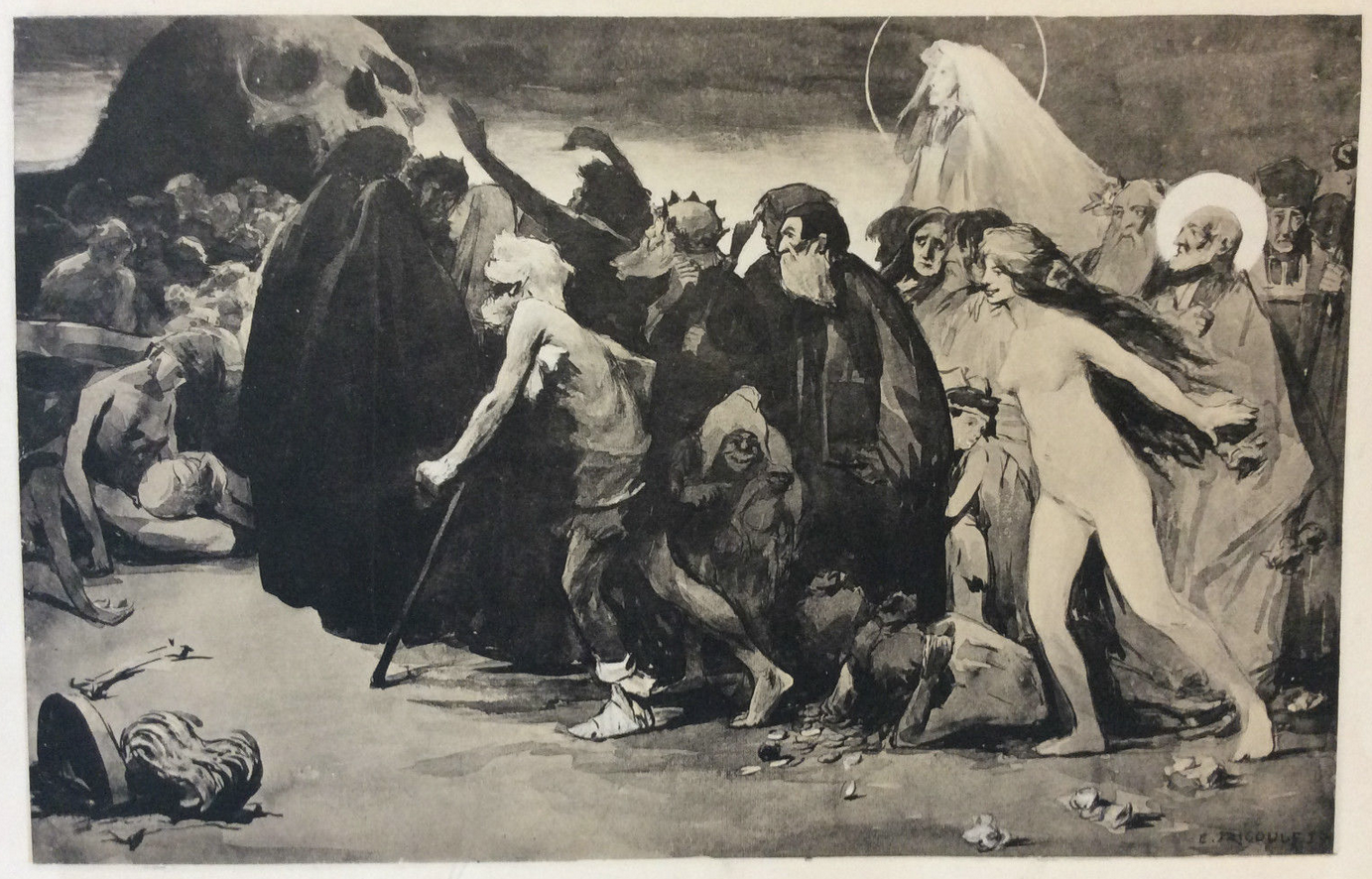
Le Chemin de la mort, lithographie reproduite dans L'Estampe moderne (1898).

Eugène Trigoulet est admis aux Beaux-arts de Paris en 1882, il fréquente les classes de Jean-Léon Gérôme, d'Henri-Léopold Lévy et d'Albert Maignan. Il en sort diplômé en 1889 puis se présente plusieurs fois de suite pour le prix de Rome et, après une mention en 1892, décroche finalement en 1893 le second grand prix de peinture pour une toile d'après un thème portant sur Samson : il part alors pour la villa Médicis,. Outre l'Italie, il visite la Bretagne, l'Espagne, l'Algérie et Bruges, rapportant de nombreux paysages.
À compter de la fin des années 1880, il assure des cours de peinture aux ateliers d'art de la Ville de Paris, poste qu'il occupe jusqu'à sa mort.
En 1898, pour raison de santé, il effectue un premier séjour à Berck : il laisse de nombreuses marines mais aussi des scènes de genre assez comiques de cette ville, des habitants et des touristes en villégiature. Cette même année, Le Chemin de la mort est publiée dans L'Estampe moderne. En 1902, il effectue un remarquable travail d'illustration pour l'ouvrage Les Naufragés de la Djumna d’Emilio Salgari pour Charles Delagrave.
Dans son numéro du 11 juin 1910, le Gil Blas annonce le décès du peintre en ces termes : « Un de nos peintres de marine les plus personnels et les plus distingués vient de mourir, (...) à peine âgé de quarante-six ans. Depuis une quinzaine d'années, Trigoulet exposait au Salon des artistes français, des toiles à la fois puissantes et fines que les amateurs avaient toujours remarquées. L'homme était modeste et doux ». Il fut également admis au Salon des peintres orientalistes français.
En 1912, la galerie Allard (Paris) lui consacre une grande rétrospective. En 2016, le musée d'Opale Sud doit proposer une importante exposition sur Trigoulet.
Le style de Trigoulet « évite l'écueil de l'anecdote grâce à une facture brutale et schématique indiquant les volumes — bateaux, charrettes et personnages — par de grandes masses sombres. Il exprime avec puissance, en gammes brunes et noires, la vie rude des pêcheurs normands et picards ».

## Conservation
- Travaux d'élève (1882-1889), fonds ENSBA, Paris.
- Job et ses amis (1892), huile sur toile, 116 x 146 cm, musée municipal de Saint-Dizier, Saint-Dizier.
- Le Précurseur (1894), huille sur toile, 215 x 270 cm, musée Paul-Dini, Villefranche-sur-Saône.
- L'Attente (vers 1905), huile sur toile, 178 x 230 cm, musée d'art moderne et contemporain de Saint-Étienne.
- Goudronnage des barques de pêche à Berck (avant 1906), huile sur toile, 184 x 255 cm, château-musée de Boulogne-sur-Mer.
- Le Halage (vers 1907), gravure, musée du Luxembourg, Paris.
- Le Grain (vers 1908), huile sur toile, 95 x 110 cm, chambre de commerce et d'industrie de la ville de Cherbourg.
- Triste cortège (vers 1909), gravure, musée du Luxembourg, Paris.
- Les Deuillantes (s.d.), huile sur toile, 60 x 81 cm, musée de France d'Opale Sud, Berck.
- Un Marché à Berck (s.d.), huile sur toile, hôpital maritime de Berck.
- Pêcheuses (s.d.), huile sur toile, 65 x 81 cm, Cercle de l'union interalliée, Paris.